# Pinkawillinie-Conservation-Park
Der 1320 Quadratkilometer große Pinkawillinie-Conservation-Park befindet sich in South Australia 20 Kilometer von Wudinna und 360 Kilometer von Adelaide entfernt. Der Name des Parks stammt von den Aborigine und bedeutet Ort der Nasenbeutlerspuren.
Gegründet wurde der Pinkawillinie-Conservation-Park im Jahre 1970 und 1983 erweitert. An seiner Nordgrenze liegt der 
Gawler-Ranges-Nationalpark. Durchquert kann er auf drei Routen, der Stringer Road, die mit normalen Straßenfahrzeugen befahrbar ist, der Pinkawillnie Road und dem Woolford Track, die nur mit Allradfahrzeugen befahren werden können. Der Park hat keine Versorgungsstation, es können Bushcamping, Wanderungen und Naturstudien durchgeführt werden. Corrobinnie Hill ist ein verwitterter Granithügel und -felsen des Parks, der von Kyancutta aus erreicht werden kann. Im Park gibt es zahlreiche Vögel, Tiere und Reptilien und Pflanzen, die für Südaustralien typisch sind.